# Карл III Вильгельм
Карл III Вильгельм Баден-Дурлахский (нем. Karl III. Wilhelm von Baden-Durlach; 28 января 1679, Дурлах — 12 мая 1738, Карлсруэ) — маркграф Бадена в 1709—1738 годах. Основатель города Карлсруэ (1715), имперский фельдмаршал (14 октября 1715), швабский генерал-фельдмаршал (1733).

## Биография
Родился в семье маркграфа Фридриха VII Баден-Дурлахского из династии Церингенов и его супруги Августы Марии Гольштейн-Готторпской, дочери герцога Фридриха III Гольштейн-Готторпского. Получил образование в Утрехте, Женеве и Лозанне. Окончив учёбу, отправился в Англию и в Швецию. С 1701 по 1709 принял участие в войне за испанское наследство: 16 ноября 1703 получил чин имперского фельдмаршал-лейтенанта, 12 августа 1708 — фельдцейхмейстера (старшинство с 4 апреля 1706). В 1709 году добился объединения владений в Баден-Бадене и Дурлахе, после чего руководил баденским маркграфством до 1738 года. В 1715 году основал город Карлсруэ и подписал указ о свободе и привилегиях для его граждан. Построил свою резиденцию в этом городе.
Был похоронен в склепе церкви Согласия на Рыночной площади в Карлсруэ. Церковь была снесена в 1807 году, а на её месте в 1823 году архитектором Фридрихом Вайнбреннером над гробницей Карла III Вильгельма была возведена пирамида из песчаника, ставшая символом Карлсруэ.
Капсула с сердцем маркграфа, которая хранилась у гроба его вдовы, в настоящее время бесследно утеряна. Преемником Карла III Вильгельма в 1738 году стал внук Карл I Фридрих.

## Дети
- Карл Магнус (21 января 1701 — 12 января 1712); наследный принц Баден-Дурлаха
- Фридрих (7 октября 1703 — 26 марта 1732), наследный принц Баден-Дурлаха, женат на Амалии Нассау-Дицской (1710—1777), дочери Иоганна Вильгельма Фризо Оранского
- Августа Магдалена (13 ноября 1706 — 25 августа 1709)